# Albéric
Albéric ist die französische Form des Vornamens Alberich, den auch folgende Personen tragen:
Mittelalter
- Albéric de Pisançon, französischer Dichter des Mittelalters (11. Jahrhundert)
- Albéric Clément (* um 1165; † 1191), Herr von Le Mez und erster Marschall von Frankreich

Neuzeit
- Albéric Loqueheux (1903–1985), französischer Automobilrennfahrer
- Albéric Magnard (1865–1914), französischer Komponist
- Albéric O’Kelly de Galway (1911–1980), belgischer Schachmeister
- Albéric Rolin (1843–1937), belgischer Jurist im Bereich des Völkerrechts
- Albéric Schotte (1919–2004), belgischer Radrennfahrer
- Albéric Second (1817–1887), französischer Journalist, Romancier und Dramaturg

Pseudonym
- Albéric Varenne, eine von mehreren Pseudonymen des französischen Schriftstellers und Journalisten Jacques Laurent (1919–2000)